# L'arca di Noè
L'arca di Noè (El arca de Noé en español) es el álbum musical número 14 de Franco Battiato, lanzado en 1982 por el sello discográfico EMI Italiana.

## Canciones
1. «Radio Varsavia»
2. «Clamori» - (letra de Tommaso Tramonti)
3. «L'esodo» - (letra de Tommaso Tramonti)
4. «Scalo a Grado»
5. «La torre»
6. «New Frontiers»
7. «Voglio vederti danzare»

El resto de letras y música son de Franco Battiato.

## Elenco
- Shane Dempsey, Pietro Pellegrini - Fairlight CMI
- Filippo Destrieri - teclados
- Luigi Tonet - MicroComposer
- Alfredo Golino - batería
- Alberto Radius - guitarra
- Madrigalisti di Milano - coro
- Giusto Pio - violín
- Paolo Donnarumma - bajo

- Datos: Q1400409